# عباس کردنوری
عباس کردنوری دومین مدیر عامل باشگاه فوتبال استقلال تهران بعد از انقلاب ۱۳۵۷ ایران است.

## مدیریت در استقلال
وی در سال‌های پیش از انقلاب از بازیکنان تیم‌های زیر مجموعه تاج بود و بعد از پیروزی انقلاب به عنوان مدیر تیم استقلال انتخاب شد. وی در سال ۱۳۵۸ جانشین عنایت‌الله آتشی شد و تا ۱۳۶۴ مدیر عامل استقلال بود. در زمان مدیریت وی نام باشگاه از تاج به استقلال تغییر کرد.

### مربی‌گری
کردنوری در فصل ۱۳۶۳ و در ۳ مسابقه از مسابقات جام باشگاه‌های تهران مربی‌گری استقلال را بر عهده داشت. استقلال هر سه بازی را برد، ۱۰ گل زد و ۱ گل نیز خورد.